# Pan blanco canadiense
El pan blanco canadiense (en inglés Canadian white) es un tipo de pan blanco producido por diversas empresas panificadoras, incluyendo Pepperidge Farm y J.J. Nissen. Es más abundante que el pan blanco normal, y tiene una consistencia más densa. J.J. Nissen también comercializa otros panes de estilo canadiense.

## Contenido proteínico
Debido a que la Canadian Grain Commission exige cantidades relativamente altas de proteína en el trigo canadiense, la harina blanca canadiense suele tener un contenido proteínico del 12–13%. Esto contribuye a su consistencia.